# Lypha macquartina
Lypha macquartina är en tvåvingeart som beskrevs av Robineau-desvoidy 1863. Lypha macquartina ingår i släktet Lypha och familjen parasitflugor.
Artens utbredningsområde är Schweiz. Inga underarter finns listade i Catalogue of Life.